# Jānis Lūsis
Pour les articles homonymes, voir Lūsis.
Jānis Lūsis, né le 19 mai 1939 à Jelgava en RSS de Lettonie (Union soviétique) et mort le 28 avril 2020 à Riga en Lettonie,, est un athlète letton, lanceur de javelot et champion olympique en 1968 à Mexico. Il a également été quadruple champion d'Europe de la discipline entre 1962 et 1971.  
Au niveau international, il représentait l'Union soviétique. Il est nommé commandeur de l'Ordre des Trois Étoiles de Lettonie en 1999.

## Biographie
Jānis Lūsis a grandi pendant la Seconde Guerre mondiale. Son père a été abattu peu après la fin de la guerre par des pillards de l'Armée rouge. Sa carrière de lanceur de javelot commence en 1957 et dure jusqu'en 1976, ce qui lui permet de participer entre autres à quatre éditions des Jeux olympiques d'été. Son premier grand succès est son titre européen en 1962 qui fut suivi par trois autres (1966, 1969 et 1971).
Aux Jeux olympiques de 1964 à Tokyo, il remporte la médaille de bronze. Quatre ans plus tard, aux Jeux de Mexico, il devient champion olympique. Aux Jeux olympiques de 1972 à Munich, l'Ouest-Allemand Klaus Wolfermann le bat de deux centimètres au terme d'un duel légendaire. Quatre ans plus tard, aux Jeux de Montréal, Jānis Lūsis termine encore huitième pour ses derniers jeux.
Il détient plusieurs fois le record du monde du lancer du javelot, la dernière fois en 1972 avec un jet à 93,80 m. Après la fin de sa carrière, il devient entraîneur dans sa discipline de prédilection. Il s'est marié avec la championne olympique du lancer du javelot de 1960, Elvīra Ozoliņa. Leur fils, Voldemārs Lūsis, prend part aux Jeux olympiques d'été de 2000 et 2004.
En 2014, il est intronisé au Temple de la renommée de l'IAAF.
Un film documentaire de Biruta Veldre réalisé en 1969 lui est consacré.

## Palmarès

### Jeux olympiques d'été
- Jeux olympiques d'été de 1964 à Tokyo ( Japon)
  -  Médaille de bronze au lancer du javelot
- Jeux olympiques d'été de 1968 à Mexico ( Mexique)
  -  Médaille d'or au lancer du javelot
- Jeux olympiques d'été de 1972 à Munich ( Allemagne de l'Ouest)
  -  Médaille d'argent au lancer du javelot
- Jeux olympiques d'été de 1976 à Montréal ( Canada)
  - 8e au lancer du javelot

### Championnats d'Europe d'athlétisme
- Championnats d'Europe d'athlétisme de 1962 à Belgrade ( Yougoslavie)
  -  Médaille d'or au lancer du javelot
- Championnats d'Europe d'athlétisme de 1966 à Budapest ( Hongrie)
  -  Médaille d'or au lancer du javelot
- Championnats d'Europe d'athlétisme de 1969 à Athènes ( Grèce)
  -  Médaille d'or au lancer du javelot
- Championnats d'Europe d'athlétisme de 1971 à Helsinki ( Finlande)
  -  Médaille d'or au lancer du javelot
- Championnats d'Europe d'athlétisme de 1974 à Rome ( Italie)
  - 6e au lancer du javelot

## Records
- Record du monde du lancer du javelot avec un jet à 91,98 m le 23 juin 1968 à Saarijärvi (amélioration du record du monde détenu par le Norvégien Terje Pedersen, le record sera battu par le Finlandais Jorma Kinnunen).
- Record du monde du lancer du javelot avec un jet à 93,80 m le 6 juillet 1972 à Stockholm (amélioration du record du monde détenu par Kinnunen, le record sera battu par l'Allemand de l'Ouest Klaus Wolfermann).

### Source
- Reportage de Noël Couedel intitulé Lusis et les 100 M. dans le no 40 du 27 juillet 1972 de L'Équipe Athlétisme magazine incluant 3 photos de l'athlète.